# Ellie Simm
Ellie Simm es un personaje ficticio que aparece en la serie de televisión Spooks. Simm es interpretada por la actriz Esther Hall, durante la primera temporada de la serie, después de que su personaje decidiera dar por terminada su relación con Tom cuando este escogía su trabajo por encima de ellas.
- Temporada 1:

Ellie Simm es una chef de un restaurante que conoce a Tom Quinn, bajo el alias de "Matthew Archer" y comienza una relación con él al inicio de la primera temporada. Ellie es madre soltera de su hija Maisie de 8 años, luego de ser abandonada por el padre de esta.
Más avanzada la temporada Ellie descubre la verdadera identidad de Matthew y su verdadera profesión: un agente y espía del MI5; al inicio Ellie se siente desilusionada, traicionada y defraudada, pero comienza a aceptar su carrera y continúan su relación, que al parecer va bien.
Sin embargo durante el final de la primera. temporada cuando Ellie decide mudarse con Tom, su vida se ve en riesgo, cuando Tom, sin saberlo, lleva una bomba que se encontraba escondida en un laptop dentro de un portafolio.
Tom sale y la casa queda encerrada atrapándola junto a su hija, durante el transcurso del episodio Tom hace lo imposible por tratar de entrar a la casa y así ayudarlas, pero todos sus intentos son en vano, ya que su tarjeta no funciona porque Maisie la había embarrado con chocolate; así que Tom le dice a Ellie que ella tendrá que desarmar la bomba. Al final todo sale bien y tanto ella como su hija salen sanas y salvas de la casa.
Pero durante el 1.er. episodio de la 2.ª temporada Ellie después de descubrir los verdaderos peligros que conlleva el trabajo de Tom, debe decidir si quiere continuar su relación con él; ya que su prioridad es su hija y darle un hogar amoroso y seguro; así que le hace escoger a Tom entre ella o su trabajo; ya que no estaba dispuesta a arriesgar su vida y la de su hija de nuevo, pero él escoge al trabajo por encima de ellas. Esto hace que la relación termine y ellas se vayan.